# بويقة أليفة الشجر
بويقة أليفة الشجر (الاسم العلمي: Boiga dendrophila) (بالإنجليزية: Gold-ringed Cat Snake)‏ هي نوع من الزواحف تتبع جنس البويقة من فصيلة الأحناش.